# Phasicnecus gemmatus
Phasicnecus gemmatus is een vlinder uit de familie van de Eupterotidae. De wetenschappelijke naam van de soort is voor het eerst geldig gepubliceerd in 1921 door Wichgraf.